# Cucina bruneiana

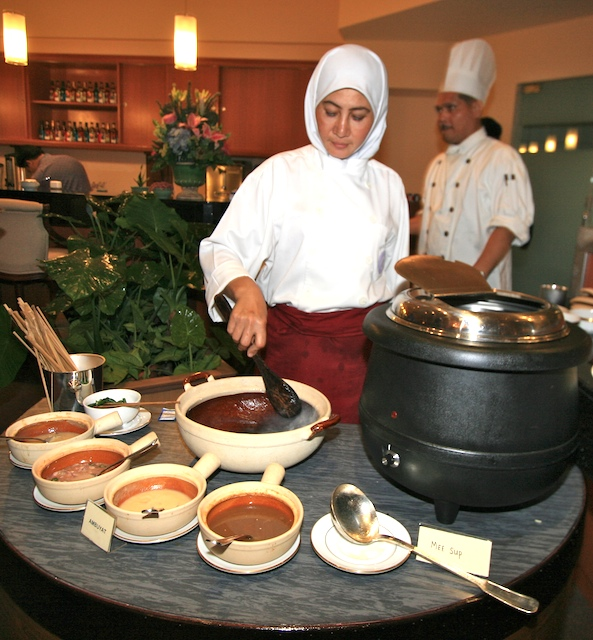
Preparazione dell'ambuyat, il piatto nazionale del Brunei

La cucina bruneiana comprende le abitudini culinarie del Brunei. Essa risulta essere un mix di diverse cucine del Sud-est asiatico, come quella cinese, giapponese, indiana, thailandese e indonesiana.

## Caratteristiche generali
Gli ingredienti basilari della dieta bruneiana includono riso, pesce e spezie. Nelle aree rurali sono diffuse le carni di cervo, topi e uccelli. Il piatto nazionale è l'ambuyat, prodotto dal sago, un amido derivante da una pianta denominata rumbia. Esso viene consumato con delle bacchette chiamate candos ed è servito con una salsa densa e speziata. Una variante di riso ad alto rendimento molto diffusa nel paese è il Beras Laila, pensato appositamente per garantire alla nazione l'autosufficienza dal riso. Tra le bevande più popolari troviamo latte di cocco, succhi di frutta e caffè. Il consumo di alcol e di carne di maiale è proibito dalla religione islamica.